# Схонебек
Схонебек (нід. Schoonebeek) — село в нідерландській провінції Дренте, на кордоні з Німеччиною. Входить до муніципалітету Еммен.
Його площа становить 26,49 км², а населення станом на 2021 рік складало 4 865 осіб.
Перша згадка про населений пункт датується 1341 роком.
До 1998 року мало статус окремого муніципалітету.

## Визначні уродженці
- Марушка Детмерс (нар. 1962) — акторка[3].

## Галерея

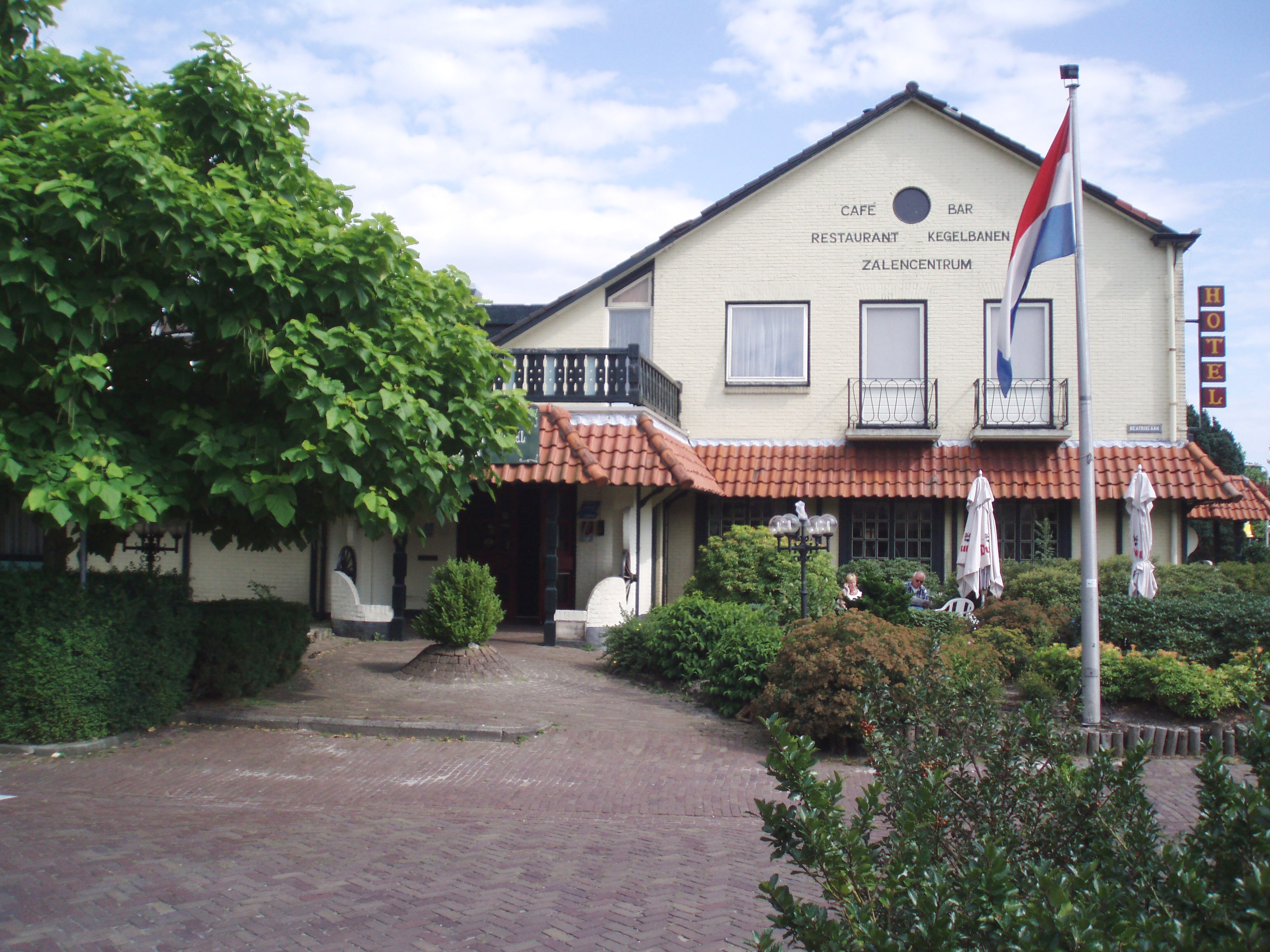
Ресторан Wolfshoeve
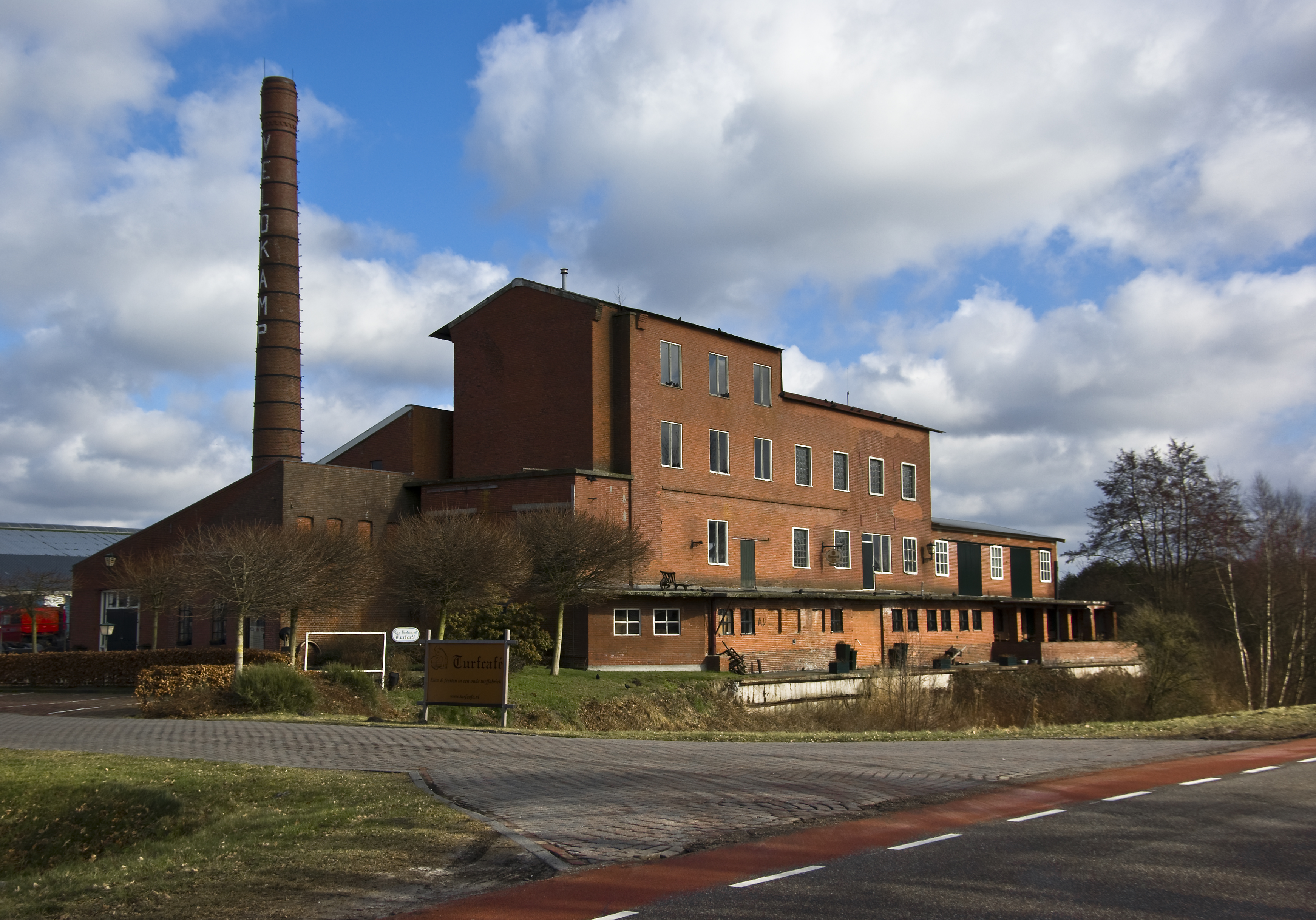
Торф'яна фабрика
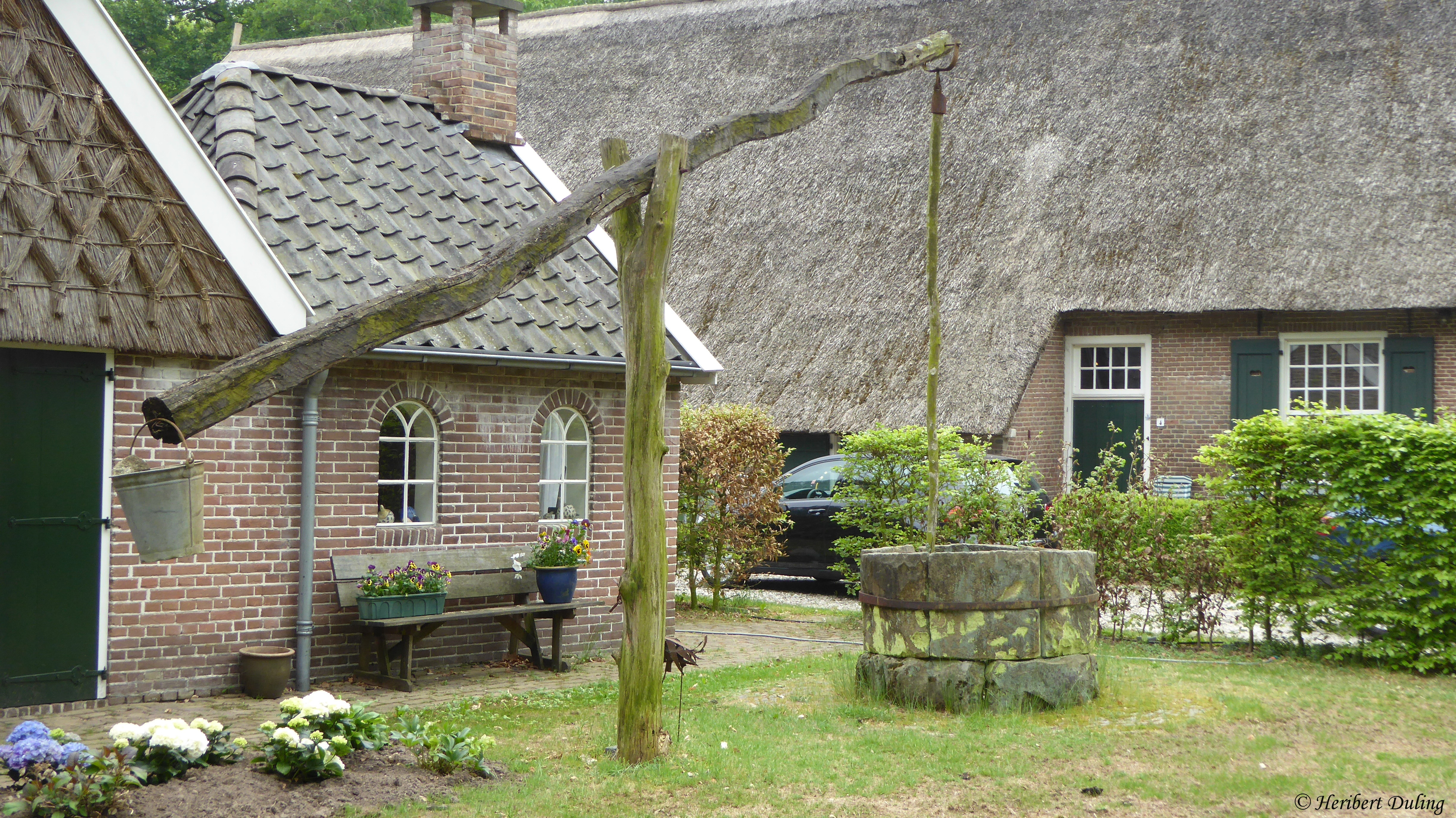
Ферма у Схонебеці
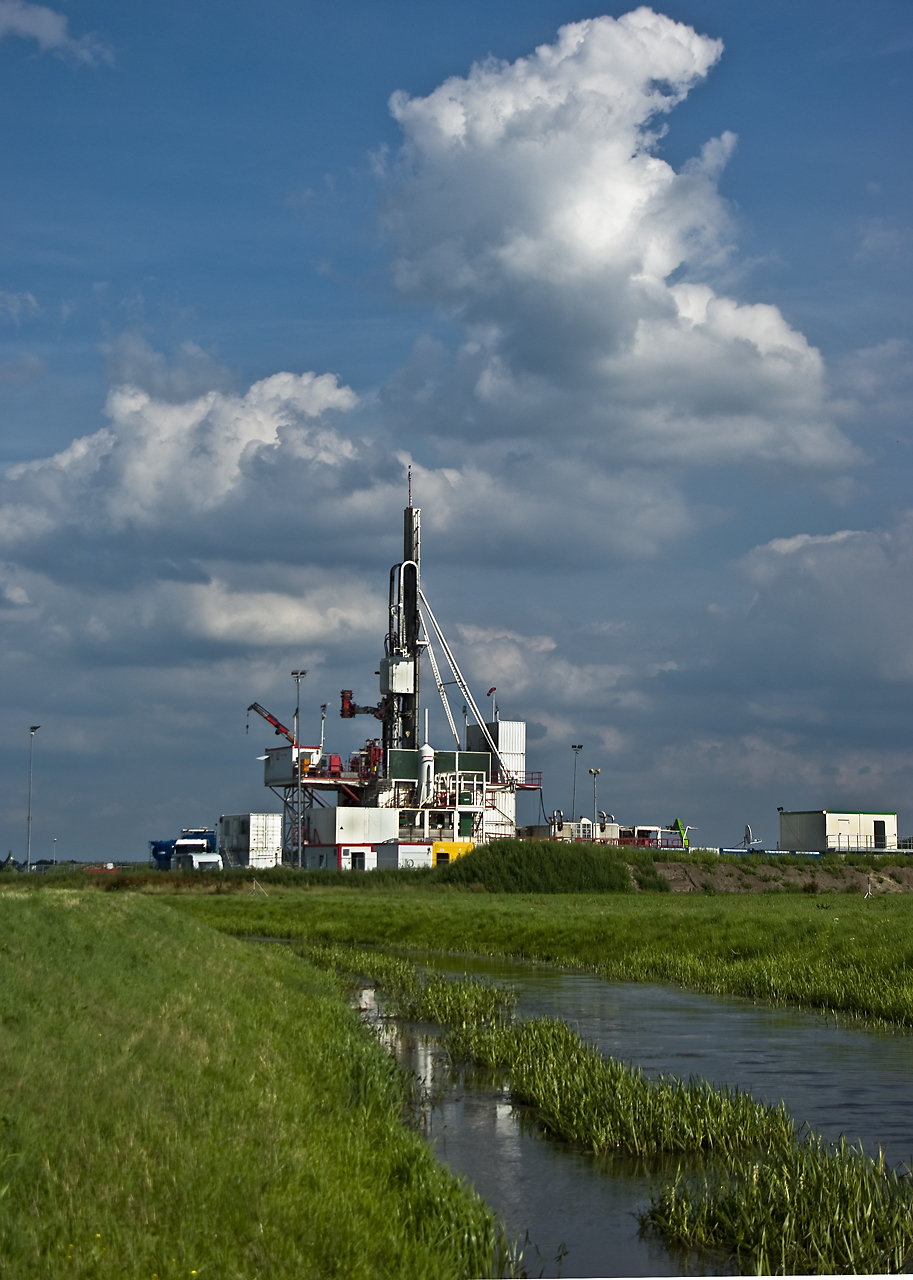
Нафтовидобувна башта